# Главный раввин России
Главный раввин России (ивр. הרב הראשי לרוסיה‎) — должность лидера еврейских общин в России с 1990 года. Должность главного раввина России продолжает бывшую должность главного раввина СССР.

## Носители титула

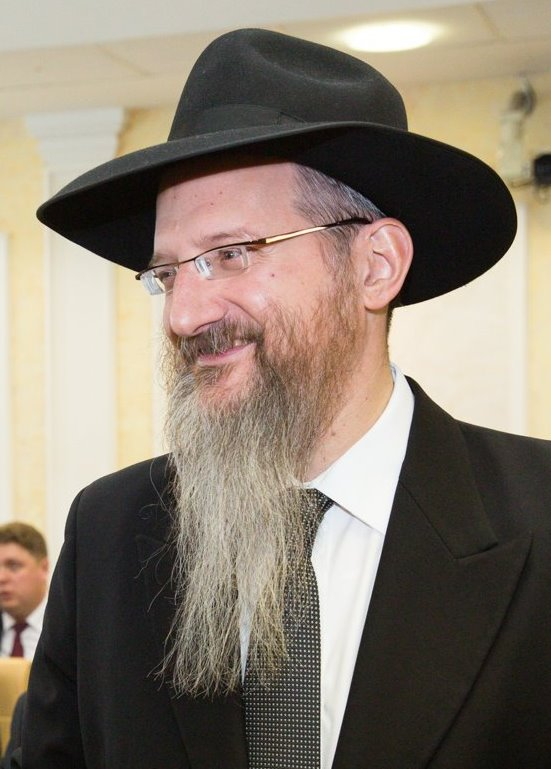
Берл Лазар

Действует несколько всероссийских сетевых объединений иудейских религиозных общин иудаизма: ФЕОР, КЕРООР, ОРОСИР и др.. Крупнейшая сеть организаций — ФЕОР. ФЕОР и КЕРООР находятся скорее в конкурентной борьбе друг с другом. По этой причине в России одновременно существуют два главных раввина, от КЕРООР — Адольф Шаевич, от хасидов, главенствующих в ФЕОР — Берл Лазар.
Адольф Шаевич был назначен в 1989 году. В 2000 году раввин Берл Лазар был назначен главным раввином России от имени ФЕОР. Впрочем, не все еврейские общины России признали его главным раввином. Некоторые организации продолжают считать главным раввином Адольфа Шаевича.

## Главный военный раввин России
В 1827 году было издано постановление императора Николая I о назначении раввинов в военных частях, в которых служат не менее 300 евреев.
В 2007 году, впервые после Октябрьской революции 1917 года, был учреждён пост главного военного раввина России. Тогда же на этот пост, с произведением в чин полковника, был назначен раввин Аарон Гуревич.
Аарон Гуревич также считается главным раввином ФСИН РФ и ВС РФ.